# Eighteen Springs
Pour plus de détails, voir Fiche technique et Distribution.
Eighteen Springs (半生緣, Bànshēng Yuán) est un film hongkongais réalisé par Ann Hui, sorti en 1997.

## Synopsis
Cette histoire se passe a Shanghai en 1930. Par ou il y a une femme employée à l'usine et elle tombe amoureuse d'un fils d'un commerçant fortuné.

## Fiche technique
Sauf indication contraire, les informations mentionnées dans cette section peuvent être confirmées par la base de données cinématographiques IMDb,  présente dans la section « Liens externes ».
- Titre original : 半生緣, Bànshēng Yuán
- Titre français : Eighteen Springs
- Réalisation : Ann Hui
- Scénario : John Chan Kin-chung d'après Eileen Chang
- Photographie : Lee Ping-bin
- Musique : Ye Xiaogang
- Pays d'origine : Hong Kong
- Format : Couleurs - 1,85:1 - Dolby Digital
- Genre : drame, romance
- Durée : 126 minutes
- Date de sortie : 
  -  Hong Kong : 12 septembre 1997

## Distribution
- Jacklyn Wu Chien-lien : Gu Manzhen
- Leon Lai : Shen Shijun
- Anita Mui : Gu Manlu
- Ge You : Zhu Hongcai
- Annie Wu : Shi Cuizhi
- Huang Lei : Xu Shuhui
- Wang Zhiwen : Yu Jin

## Distinctions

### Récompenses
- 17e cérémonie des Hong Kong Film Awards : meilleure actrice dans un second rôle pour Anita Mui
- Golden Bauhinia Awards 1998 : meilleure actrice dans un second rôle pour Anita Mui

### Nominations
- 17e cérémonie des Hong Kong Film Awards :
  - meilleure actrice pour Jacklyn Wu Chien-lien
  - meilleure photographie pour Lee Ping-bin
  - meilleure direction artistique pour Tsui Fung-yyn et Wong Yan-kwai
  - meilleurs costumes pour Miu Gwan-git
  - meilleure musique pour Yip Siu-gong